# 데이비드 B. 힐
데이비드 베넷 힐(David Bennett Hill, 1843년 8월 29일, 뉴욕주 몽뚜르팔스 ~ 1910년 10월 20일, 뉴욕주 올버니)은 미국의 정치인으로 뉴욕주 주지사이다.

## 경력
- 1871.01 ~ 1872.12 제94·95대 미국 뉴욕 셔멍 카운티 하원의원
- 1882.03 ~ 1882.12 제13대 뉴욕 엘마이라 시장
- 1883.01 ~ 1885.01 제30대 뉴욕 부지사
- 1885.01 ~ 1891.12 제29대 뉴욕 주지사
- 1815.03 ~ 1816.06 제52·53·54대 미국 뉴욕 연방상원의원

## 역대 선거 결과
| 선거명      | 직책명                | 대수 | 정당   | 득표율 | 득표수    | 결과 | 당락                 |
| ----------- | --------------------- | ---- | ------ | ------ | --------- | ---- | -------------------- |
| 1882년 선거 | 뉴욕 부지사           | 30대 | 민주당 | 58.65% | 534,636표 | 1위  | 뉴욕 부지사 당선     |
| 1885년 선거 | 뉴욕 주지사           | 29대 | 민주당 | 48.93% | 501,465표 | 1위  | 뉴욕 주지사 당선     |
| 1888년 선거 | 뉴욕 주지사           | 29대 | 민주당 | 49.45% | 650,464표 | 1위  | 뉴욕 주지사 당선     |
| 1891년 선거 | 상원의원 (뉴욕 제3부) | 53대 | 민주당 | 50.63% | 81표      | 1위  | 뉴욕주 상원의원 당선 |
| 1894년 선거 | 뉴욕 주지사           | 31대 | 민주당 | 40.58% | 517,710표 | 2위  | 낙선                 |
| 1897년 선거 | 상원의원 (뉴욕 제3부) | 55대 | 민주당 | 21.76% | 42표      | 2위  | 낙선                 |